# Fürstenberg (Bassa Sassonia)
Fürstenberg è un comune di 1 195 abitanti della Bassa Sassonia, in Germania.
Appartiene al circondario (Landkreis) di Holzminden (targa HOL) ed è parte della comunità amministrativa (Samtgemeinde) di Boffzen.